# Aorangia pudica
Aorangia pudica là một loài nhện trong họ Amphinectidae. Loài này phân bố ở New Zealand.